# Abraham Bristow
Abraham Bristow fue un ballenero y cazador de focas británico recordado por haber descubierto en agosto de 1806 las islas Auckland. Está documentado que comenzó su carrera en 1797.